# Dolany (tvrz)
Dolany jsou tvrz ve stejnojmenné obci v okrese Klatovy. Založena byla nejspíše ve čtrnáctém století a až do osmnáctého století sloužila jako panské sídlo. Potom ji získal jezuitský řád a na počátku devatenáctého století byla rozprodána několika majitelům a upravena na byty. Dochoval se z ní zejména palác, který je chráněn jako kulturní památka ČR.

## Historie
Dolany patřily od roku 1232 jedné z větví rodu Drslaviců. Prvním z nich, který používal přídomek „z Dolan“, byl Sezima připomínaný v letech 1238–1253. Jeho potomkům vesnice patřila až do konce patnáctého století, kdy ji získal Racek Měsíček z Výškova.
Kdy byla založena tvrz není jisté, ale nejspíše se tak stalo koncem čtrnáctého století. První písemná zmínka o ní pochází až z roku 1515, kdy patřila bratrům Zikmundovi a Janovi Měsíčkům z Výškova. Roku 1546 Zikmund koupil zadlužený podíl svého bratra. Měl pět synů, z nichž dolanskou tvrz zdědil nejspíše Diviš, který vedl časté spory s Václavem Kanickým z Čachrova. Diviš zemřel okolo roku 1590 a Dolany zdědil syn Kunrát. Po jeho smrti roku 1599 tvrz získala jeho sestra Markéta provdaná za Jana Tonnera z Truppachu, která vyplatila podíly ostatních bratrů. Za ní tvrz obývali pouze úředníci. Po Markétině smrti tvrz přešla do držení jejího bratra Bořivoje, který je jako majitel uváděn roku 1612.
Bořivoj Měsíček z Výškova byl sice katolík, ale zúčastnil se stavovského povstání v roce 1619, za což měl být potrestán tím, že jeho majetek měl být převeden na manství. Vzhledem k velkému zadlužení panství k tomu nedošlo, a Bořivoj byl nucen panství roku 1631 prodat Rudolfu Čejkovi z Olbramovic. Další majitelé se rychle střídali. Od roku 1640 tvrz patřila Kateřině Vidršpergárové z Vidršperka, po ní opět Měsíčkům z Výškova a znovu Vidršpergárům. Roku 1673 patřila zadluženému Jetřichu Františkovi Vidršpergárovi z Vidršperka, který ji musel prodat. V odhadní listině je charakterizována jako značně sešlá. Podle popisu se tvrz skládala ze staré věžové tvrze a nové kamenné přístavby s cihlovou střechou.
Na krátkou dobu panství získal Vilém Albrecht Krakovský a na počátku osmnáctého století tvrz koupili klatovští jezuité, kterým sloužila jako letní sídlo. Po zrušení jezuitského řádu majetek spravoval náboženský fond, od kterého Dolany roku 1805 koupili Černínové a připojili je k chudenickému panství. Ti nevyužívanou tvrz rozdělili na několik dílů, které rozprodali k bydlení. Objekt je v důsledku zanedbání údržby v havarijním stavu.

## Stavební podoba
Tvrz byla původně obehnána vodním příkopem, přes který vedl kamenný most. Do areálu tvrze se potom vstupovalo po padacím mostě.
Nejstarší částí tvrze je věžovitý gotický palác z lomového kamene. K němu byla na západní straně během pozdně gotických úprav přistavěna další budova. Z renesance se dochovaly hřebínkové klenby v přízemí dostavby a valená klenba v prvním patře. Ze stejné doby pravděpodobně pochází také řešení vstupu a okrouhlá bašta v jihovýchodním nároží. Fasády byly zdobené sgrafity. Další přístavba byla postavena na jižní straně při barokních úpravách. Spolu s pozdně gotickou přístavbou na západní straně tvoří obytný dům s čp. 2.